# Арслано-Амекачево
Арсла́но-Амека́чево (рос. Арслано-Амекачево, башк. Арслан-Әмәкәч) — присілок у складі Куюргазинського району Башкортостану, Росія. Входить до складу Крівле-Ілюшкинської сільської ради.
Населення — 159 осіб (2010; 151 в 2002).
Національний склад:
- башкири — 98%